# Arnaldo Armani
Arnaldo Armani (Nove, 2 ottobre 1913 – 6 ottobre 1980) è stato un politico italiano.

## Biografia
Nel 1958 viene eletto per la prima volta deputato con la Democrazia Cristiana, confermando il proprio seggio - nella Circoscrizione Udine-Belluno-Gorizia-Pordenone - per un totale di quattro legislature consecutive. Conclude la propria esperienza parlamentare nel 1976.
Fu direttore del periodico Il Coltivatore Friulano, rivista della Coldiretti del Friuli-Venezia Giulia.
Muore nell'ottobre 1980, tre giorni dopo aver compiuto 67 anni.